# Zethes narghisa
Zethes narghisa là một loài bướm đêm trong họ Erebidae.